# Oakland Arena
El Oakland Arena es un estadio deportivo localizado en Oakland, California, construido en 1966 con el nombre de Oakland-Alameda County Coliseum Arena. Con el paso de los años, el estadio se fue quedando anticuado, notándose la escasez de lujo que en otros complejos estaba presente. Antes que construir un nuevo estadio en Oakland, San Francisco o San José, se decidió avanzar con una renovación de 121 millones de dólares que derribó la mayor parte anticuada del estadio y remodelar el complejo. La renovación comenzó a mediados de 1996 y permitió a Golden State Warriors regresar a su cancha a finales de 1997 (en dicho intervalo de tiempo jugaron en el San José Arena). En el nuevo estadio la capacidad era de 19.596 espectadores para baloncesto y 17 000 para hockey. 
El estadio fue la casa de Golden State Warriors desde 1966, a excepción de un año. Los California Golden Bears de baloncesto universitario también ha jugado durante años sus partidos de locales en este complejo. Asimismo, los Oakland Oaks disputaron allí dos temporadas de la American Basketball Association desde 1967 hasta 1969.
Los California Golden Seals (conocido previamente como Oakland Seals y California Seals), disputaron allí sus partidos de la National Hockey League desde 1967 hasta 1976. Los Oakland Skates, un equipo profesional de hockey sobre patines, también jugó aquí de 1993 a 1995.
En 1999, albergó la WCW SuperBrawl y un año después el All-Star Game de la NBA.
The Arena in Oakland albergó la West Regional de la División I de Baloncesto Masculino de la NCAA de 2006. El estadio ha sido usado para multitud de conciertos de artistas de la talla de Aerosmith, Mariah Carey, Christina Aguilera, Shakira, Pink Floyd, Bruce Springsteen, Rage Against the Machine, Nirvana, U2 y The Rolling Stones, Miley Cyrus.
El 13 de mayo de 2007, los aficionados de los Warriors vieron perder a su equipo 115-101 en el cuarto partido de las Semifinales de Conferencia ante Utah Jazz, siendo el récord de aficionados en la historia del estadio y de un partido de baloncesto en el estado de California.
Los Golden State Warriors jugaron su último partido en este recinto el 13 de junio de 2019, en el que cayeron por 114-110 en el juego 6 de las Finales de la NBA ante los Toronto Raptors.

## Galería

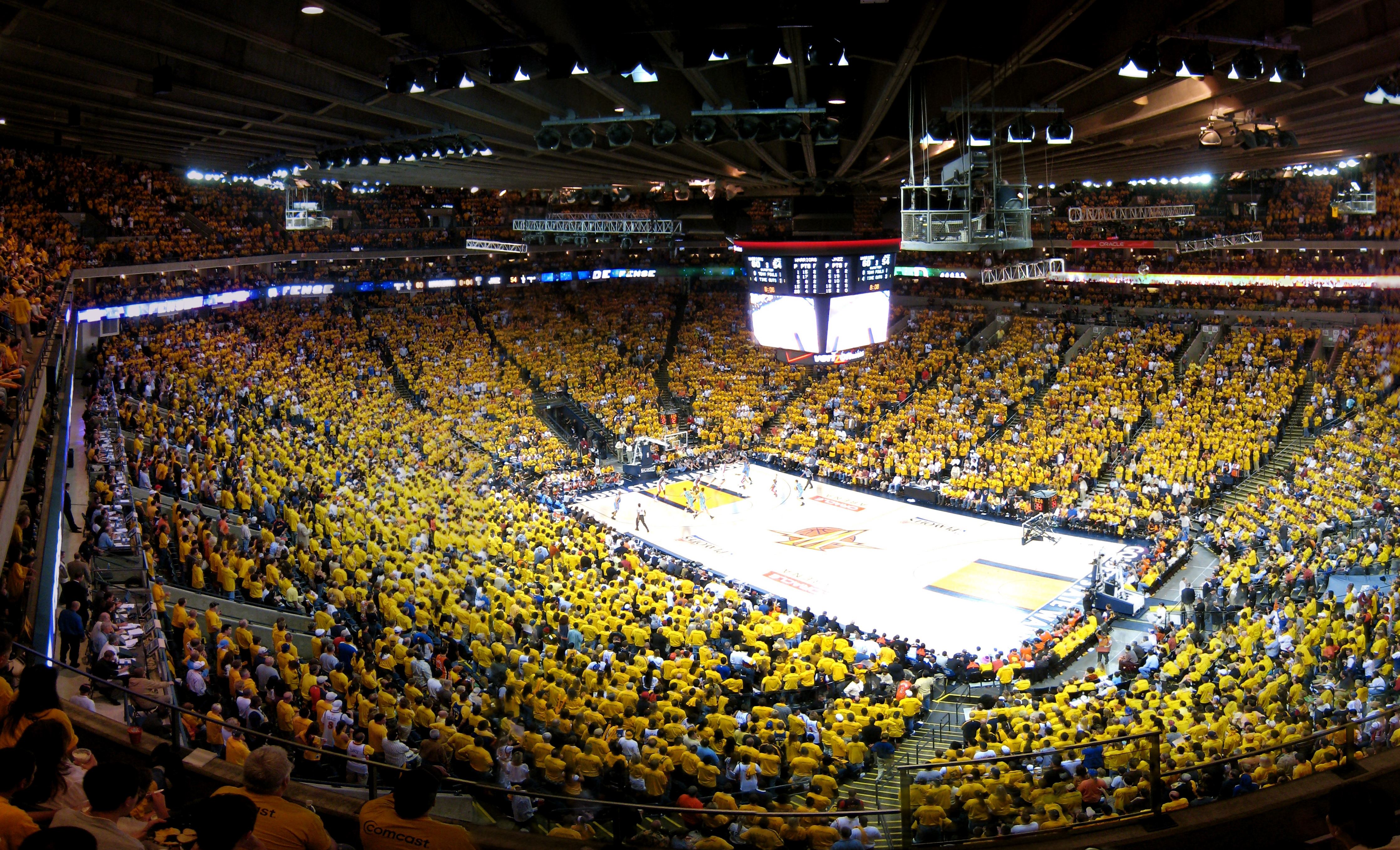
El Oracle Arena en un partido ante Utah Jazz en los playoffs de 2007.
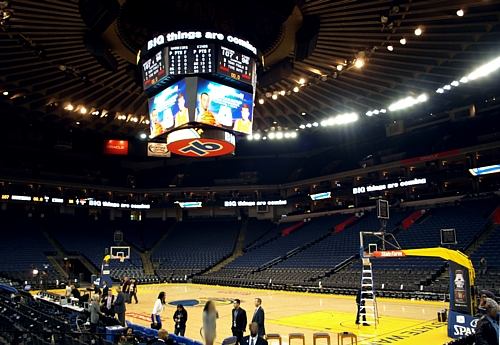
Vista interior.